# 왕흥초등학교
왕흥초등학교는 대한민국 충청남도 공주시 계룡면 내흥리에 있었던 공립 초등학교이다.

## 연혁
- 1934년 4월 20일 계룡공립보통학교 부설 왕흥간이학교 설립인가
- 1944년 4월 1일 계룡공립국민학교 왕흥분교장 인가
- 1949년 9월 30일 왕흥국민학교 승격
- 1985년 9월 13일 병설유치원 개원
- 1996년 3월 1일 왕흥초등학교로 교명 개칭
- 2006년 9월 1일 효포초등학교로 통합